# Carl Myerscough
Carl Myerscough (né le 21 octobre 1979 à Hambleton) est un athlète britannique, spécialiste du lancer de poids et dans une moindre mesure du lancer du disque.
Suspendu pour dopage de février 2000 à février 2002, il détient un record personnel au poids à 21,92 m réalisé à Sacramento en juin 2003, supérieur aux 21,68 m de son compatriote Geoff Capes, mais non validé par sa fédération.

## Palmarès
| Date | Compétition                    | Lieu       | Résultat | Épreuve | Marque  |
| ---- | ------------------------------ | ---------- | -------- | ------- | ------- |
| 1998 | Championnats du monde juniors  | Annecy     | 3e       | Poids   | 18,12 m |
| 1998 | Championnats du monde juniors  | Annecy     | 6e       | Disque  | 55,75 m |
| 2002 | Jeux du Commonwealth           | Manchester | 3e       | Poids   | 19,91 m |
| 2004 | Championnats du monde en salle | Budapest   | 7e       | Poids   | 20,47 m |
| 2006 | Jeux du Commonwealth           | Melbourne  | 4e       | Poids   | 19,07 m |
| 2006 | Jeux du Commonwealth           | Melbourne  | 5e       | Disque  | 60,64 m |
| 2010 | Championnats du monde en salle | Doha       | 7e       | Poids   | 18,66 m |
| 2010 | Jeux du Commonwealth           | New Delhi  | 4e       | Poids   | 19,74 m |
| 2010 | Jeux du Commonwealth           | New Delhi  | 3e       | Disque  | 60,64 m |

## Records
| Épreuve          | Épreuve          | Performance  | Lieu         | Date         |
| ---------------- | ---------------- | ------------ | ------------ | ------------ |
| Lancer du poids  | En plein air     | 21,92 m      | Sacramento   | 13 juin 2003 |
| Lancer du poids  | En salle         | 21,49 m (RN) | Fayetteville | 15 mars 2003 |
| Lancer du disque | Lancer du disque | 65,24 m      | Claremont    | 9 juin 2012  |